# Henning Friedrich von Bassewitz

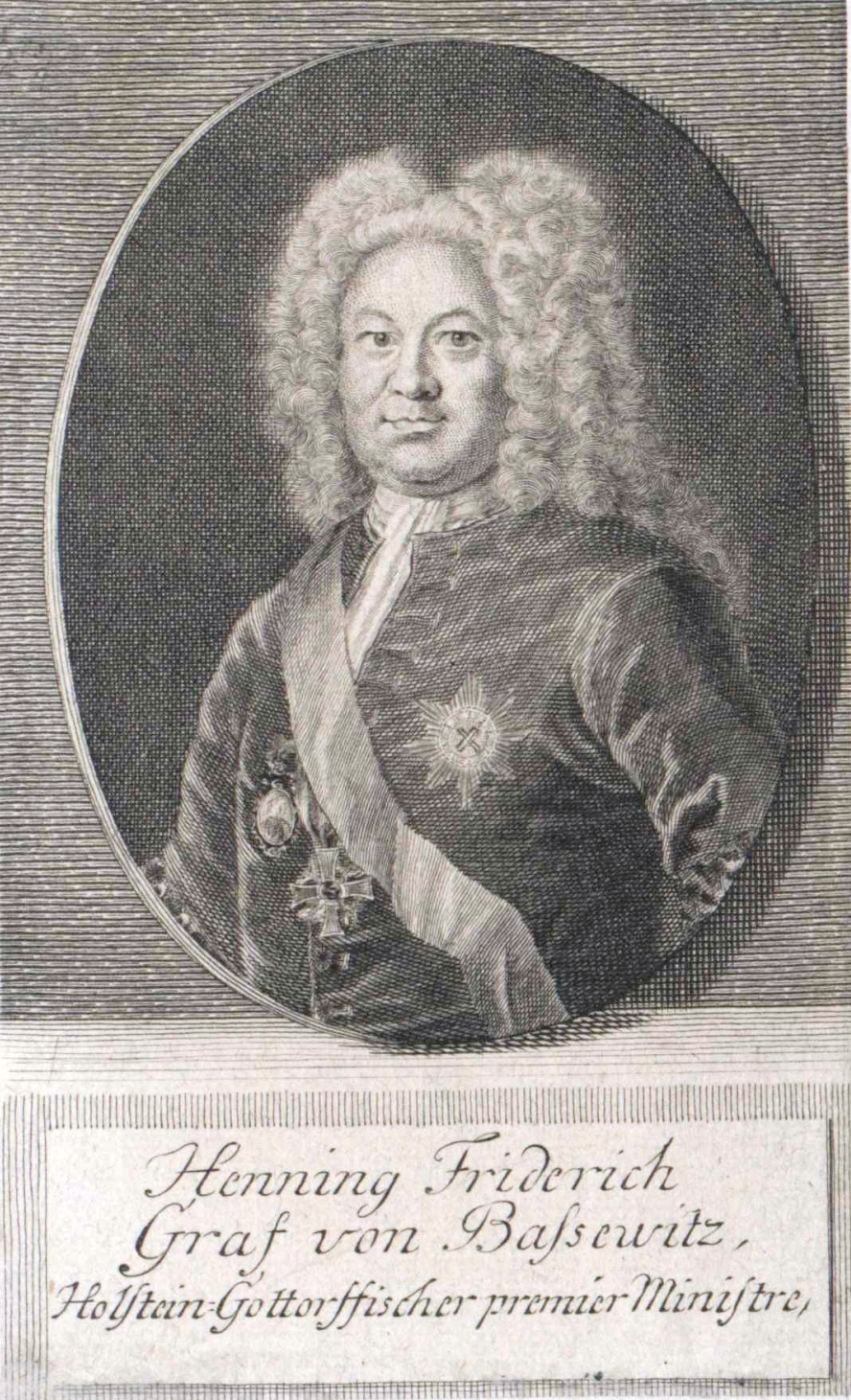
Henning Friedrich Graf von Bassewitz. Stich von Martin Bernigeroth, 1733

Henning Friedrich von Bassewitz, seit 1726 Graf von Bassewitz, (* 17. November 1680 in Dalwitz; † 1. Januar 1749 in Prebberede) war Kaiserlich Römisch-Deutscher sowie Russischer Geheimer Rat, Herzoglich Holstein-Gottorpscher Präsident des Geheimen Rates, Oberhofmeister und Dobbertiner Klosterhauptmann.

## Leben
Henning Friedrich von Bassewitz entstammte der alten mecklenburgischen Familie von Bassewitz. Er wurde als ältester Sohn des Landrats Philipp Cuno von Bassewitz und der Catharina Oelgardt von Lehsten auf Gut Dalwitz geboren. Er hatte drei Brüder, darunter Joachim Otto von Bassewitz und drei Schwestern, darunter Sibilla von Bassewitz, die Mutter von Joachim Ludolf, Philipp Cuno Christian und Henning Adam von Bassewitz.
Seine Jugend verbrachte er auf den Gütern Dalwitz und Prebberede. Seine Ausbildung erfuhr er durch einen Hauslehrer und Schulstunden in Rostock, wo die Familie ein Haus besaß. Er begann ab Juni 1698 ein Studium der Rechte an der Universität Rostock und setzte es ein Jahr darauf an der Universität Leiden in Holland fort.
Im Anschluss an das Studium trat er 1702 als Kammerjunker in den mecklenburgischen Hofdienst und wurde Oberschenk des Herzogs Friedrich Wilhelm. Im Oktober 1703 heiratete er Anna Maria von Clausenheim, Tochter des Etatrats und Domherren zu Hamburg, Bernhard von Clausenheim. Mit ihr hatte er fünf Söhne, darunter Carl Friedrich und Joachim Otto Adolph, und sechs Töchter. 1710 wurde er aus seinen Ämtern entlassen und musste Mecklenburg verlassen, da er wohl aufgrund eines in jugendlichem Übermut verfassten Versleins bei der Herzogin in Ungnade gefallen war.
Durch Verbindung seines Schwiegervaters konnte er 1710 in den Dienst von Christian August, des Fürstbischofs des Hochstifts Lübeck und Administrators des Herzogtums Schleswig-Holstein-Gottorf für den minderjährigen Herzog Karl Friedrich, treten und durch Kauf der Amtmannsstelle von Husum und Schwabstedt für 13.000 Reichstaler eine finanzielle Einnahmequelle erschließen. Infolge der dänischen Besetzung der Gottorfer Anteile am Herzogtum Schleswig verlor er diese Ämter 1713 wieder. Das Angebot des Königs Friedrich IV. von Dänemark, unter Beibehaltung seiner Ämter und Besitzungen in dessen Dienste zu treten, schlug er aus. Stattdessen ging er nach Hamburg und stellte sich dort in den Dienst des Herzogs von Schleswig-Holstein-Gottorf, wohin dieser nach der Besetzung seines Landes durch Dänemark geflohen war.
Für den herzoglichen Minister Georg Heinrich von Görtz führte er in der Folgezeit diverse diplomatische Tätigkeiten aus. Görtz sandte ihn nach Berlin, wo er einen Vergleich zwischen Preußen und dem Herzog von Schleswig-Holstein-Gottorf verhandelte, welcher am 22. Juni 1713 zur Besetzung der Festung Stettin durch die Preußen führte. Die Schweden zogen sich nach Pommern zurück. Als Dank erhielt er für seinen zweiten Sohn Friedrich Wilhelm eine Domherrenstelle in Halberstadt. 1714 wurde Henning Friedrich von Bassewitz nach Sankt Petersburg gesandt, um die Wiederherstellung der Gottorfer Herzogtümer für Karl Friedrich und dessen Thronfolge in Schweden zu behandeln. Zudem verfolgte er die Absicht, die Hand der Prinzessin Anna Petrowna von Russland für Herzog Karl Friedrich von Schleswig-Holstein-Gottorf zu gewinnen.
Jedoch scheiterte dieses Anliegen, weil durch die Einnahme von Tönning am 17. Februar 1714 eine Übereinkunft des Herzog-Administrators mit dem General Stenbock und andere ähnliche Abmachungen zur Kenntnis Peters des Großen gelangten, so dass dieser ein zweideutiges Spiel des Gottorfer Hofes klar durchschauen konnte. Görtz versuchte unter diesen Umständen seinen Gesandten Bassewitz beim Herzog von Schleswig-Holstein-Gottorf in Verruf zu bringen. Er ließ deshalb die Papiere von Henning Friedrich von Bassewitz auf dessen Rückreise durch den Legationssekretär Christ rauben. Jedoch bemerkte Bassewitz den Raub alsbald, setzte Christ nach und nahm ihm die Papiere vor Danzig auf der Post wieder ab.
Er begab sich hierauf persönlich nach Berlin und erbat die Verzeihung des Königs von Preußen wegen seines Angriffs auf die Post. Der König billigte seine Tat und sagte ihm seinen Schutz zu. Henning Friedrich ging jetzt nach Stockholm, wo sich Herzog Karl Friedrich aufhielt. Dieser entsandte ihn nach Wien und weiter nach Bender, dem Zufluchtsort des schwedischen Königs Karl XII., um dessen Genehmigung für die schwedische Thronfolge einzuholen. Erst auf der Reise dorthin erfuhr er, dass Karl XII. nach Stralsund zurückgekehrt war, kam in der Folge zu spät nach Stralsund und vermochte nun nichts mehr von ihm zu erwirken.
Henning Friedrich ging deshalb 1715 nach Mecklenburg zurück und lebte zurückgezogen auf Prebberede, wo er der Dinge harrte, die kommen sollten. Am 2. November 1718 wurde der schwedische König Karl XII. in Norwegen von einem Offizier erschossen, da Karl XII. die Rechte der Ritterschaft einschränken wollte. 1719 wurde Görtz nach dem Tode von Karl XII. wegen Hochverrats zum Tode verurteilt und in Stockholm hingerichtet.
Nach Baron Görtz’ Verhaftung eilte Henning Friedrich von Bassewitz im Februar 1719 nach Stockholm zurück, wo Karl Friedrich ihn zum Geheimen Rath ernannte, und begleitete diesen im Mai 1719 durch Mecklenburg nach Hamburg. Karl Friedrich, seit 1716 Regent in Schleswig, übernahm jetzt auch die Regierung Holsteins. Bassewitz wurde Geheimer Raths-Präsident, sein Bruder Joachim Otto und der Onkel seiner Frau, Johann von Clausenheim, wurden Geheime Räthe. Um dem Herzog die ihm von den Dänen entrissenen Teile wieder zu verschaffen, verhandelte Henning Friedrich von Bassewitz mit dem Kaiser und erreichte 1720 die Wiederherstellung Holsteins, welches die Dänen räumten.
Bassewitz nahm nun sein früheres Ansinnen der Vermählung des Herzogs mit einer russischen Prinzessin wieder auf. 1721 verließen Henning Friedrich und der Herzog für sieben Jahre das Land und begaben sich beide zunächst nach Riga. Am 10. September 1721 wurde in Nystad der Frieden zwischen Schweden und Russland geschlossen. Die Russen behielten die baltischen Länder und Herzog Friedrich Wilhelm von Hessen-Kassel wurde zum König von Schweden nominiert.
Da Karl Friedrich nicht bedacht wurde, machte Bassewitz Peter dem Großen hierüber persönlich Vorwürfe, worauf dieser versprach, gemeinschaftlich mit Schweden zu handeln. Dazu wurde Bassewitz im Dezember 1722 nach Stockholm gesandt, wo er für den Herzog ein Jahrgeld von 25.000 Talern, die Anrede Königliche Hoheit und die Fürsprache der angesehensten Schweden um die Hand einer russischen Prinzessin erwarb. Im Vertrag vom 22. Februar 1724 erwirkte er einen die Gottorpsche Sache betreffenden Zusatzartikel. Vom König erhielt er zum Geschenk die goldenen Medaillen der ganzen Gustavischen Familie, von Peter dem Großen dessen kostbar gefasstes Porträt und die Anwartschaft auf den St. Andreas-Orden, und als am 5. Dezember 1724 des Herzogs Verlobung mit der Prinzessin Anna Petrowna erfolgte, wurde er Premier-Minister des Herzogs.
Als Peter der Große († 8. Februar 1725) dem Tode nahe war, erhielt Bassewitz vom General-Procurator Jagosinsky die vertrauliche Warnung, schnell zu fliehen, wenn er nicht das Schicksal teilen wolle, welches Katharina und Fürst Menschikow bevorstehe. Bassewitz teilte der Zarin diese Botschaft sofort mit und wurde von ihr zu Menschikow gesandt, und nun wurden sofort die Maßnahmen geplant, welche Katharina den Thron sichern sollten und nach Peters Tod auch zur Ausführung kamen.
Am 1. Juni 1725 fand des Herzogs Vermählung statt. Bassewitz erhielt den Kaiserlich Russischen St.-Andreas-Orden. Zudem wurde ihm der Alexander-Newski-Orden verliehen. Am 9. Juni 1726 wurde Bassewitz vom Kaiser in Wien in den Reichsgrafenstand erhoben und später auch zum Geheimen Rath ernannt. Nach Katharinas Tod kehrte der Herzog nach Holstein zurück, wo Bassewitz auch Oberhofmarschall und Oberhofmeister der Herzogin, Amtmann der Ämter Reinbek und Trittau und seine Frau Oberhofmeisterin wurde.

Widmungsschrift von Philipp Friedrich Hane anlässlich der Ernennung zum Klosterhauptmann von Dobbertin

Die Herzogin starb im Kindbett am 21. Februar 1728, als Bassewitz auf dem Kongress zu Soissons war, um hier die volle Wiederherstellung des Herzogtums zu betreiben. Er konnte hier allerdings wenig erreichen, obwohl er auf dem Kongress eine sehr bedeutende Summe verausgabt hatte. Der Herzog zürnte Bassewitz, wohl auch aufgrund der Einflüsterungen von dessen Widersachern, und enthob ihn all seiner Ämter unter dem Vorwurf, dass er seine Sendung nachlässig betrieben habe. Als Bassewitz dies bei seiner Rückkehr nach Neustadt erfuhr, forderte er sofort seinen Abschied und die Auszahlung der von ihm im Dienst aufgewandten Gelder von mehr als 100.000 Talern, wogegen er die ihm angebotene Pension von 2.000 Talern nicht annahm. Da er aber zugleich noch im Besitz vieler wichtiger Schriften war, wurde er in Neustadt interniert und bewacht. Jedoch gelang es ihm, jene Papiere durch Beihilfe seiner Frau in Sicherheit zu bringen, worauf auch er selbst heimlich entkommen konnte und sich vor 1733 nach Mecklenburg auf seine Güter begab.

### Klosterhauptmann im Kloster Dobbertin
Auf dem Landtag in Güstrow wurde Henning Friedrich von Bassewitz am 15. November 1746 zum Dobbertiner Klosterhauptmann gewählt. Als adeliges Damenstift war das Kloster Dobbertin neben dem Kloster Malchow und dem Kloster Ribnitz das größte und reichste mecklenburgische Landeskloster.
Trotz Krankheit und ständigen Anfechtungen übte er das Amt als Klosterhauptmann bis kurz zu seinem Tode aus.
Henning Friedrich starb am 1. Januar 1749 auf seinem Gut in Prebberede und wurde auf dem Kirchhof zu Belitz bestattet, wo sich auch das Familiengrab befindet.